# Wegwielrennen op de Paralympische Zomerspelen 2020 - Tijdrit vrouwen C5
De tijdrit vrouwen C5 bij het wegwielrennen tijdens de XVIe Paralympische Zomerspelen, vond plaats op de Fuji Speedway een racecircuit in de Japanse prefectuur Shizuoka.

## Uitslag
| #      | renster                            | renster | tijd     | tijd      |
| ------ | ---------------------------------- | ------- | -------- | --------- |
| Goud   | Sarah Storey                       | GBR     | 36:08.90 |           |
| Zilver | Crystal Lane-Wright                | GBR     | 37:40.89 | +1:31.99  |
| Brons  | Kerstin Brachtendorf               | GER     | 38:34.49 | +2:25.59  |
| 4      | Marie Patouillet                   | FRA     | 41:09.24 | +5:00.34  |
| 5      | Paula Andrea Ossa Veloza           | COL     | 41:39.89 | +5:30.99  |
| 6      | Nicole Murray                      | NZL     | 41:45.50 | +5:36.60  |
| 7      | Mariela Delgado                    | ARG     | 43:19.82 | +7:10.92  |
| 8      | Alina Punina                       | RPC     | 48:27.51 | +12:18.61 |
| 9      | Ana Raquel Montenegro Batista Lins | BRA     | 53:30.61 | +17:21.71 |